# بيير لوك بيريشون
بيير لوك بيريشون (بالفرنسية: Pierre-Luc Périchon )‏ (و. 1987  م) هو راكب دراجة هوائية، ودراج على المضمار فرنسي، ولد في بورغ أون بريس، شارك في سباق طواف فرنسا 2017، مركز لعبه هو متخصص بالانفصال ‏.

## سباقات أو مراحل فاز بها
| التاريخ        | السباق                                   | المركز                   |
| -------------- | ---------------------------------------- | ------------------------ |
| 01 يناير 2012  | كأس فرنسا لركوب الدراجات على الطريق 2012 | الرابع في تصنيف أفضل شاب |
| 10 أبريل 2012  | باريس-كاممبير 2012                       | الفائز في التصنيف العام  |
| 14 أبريل 2013  | ترو-برو ليون 2013                        | السابع في التصنيف العام  |
| 19 أبريل 2014  | ترو-برو ليون 2014                        | الرابع في التصنيف العام  |
| 14 سبتمبر 2014 | طواف دوبس 2014                           | الثالث في التصنيف العام  |
| 19 أبريل 2015  | ترو-برو ليون 2015                        | الخامس في التصنيف العام  |
| 07 يونيو 2015  | بوكليس دي لا مايين 2015                  |                          |
| 12 مارس 2017   | باريس-نيس 2017                           | التاسع في تصنيف الجبال   |
| 30 مارس 2017   | ثلاثة أيام من دي بان 2017                | الخامس في التصنيف العام  |
| 24 سبتمبر 2017 | 2017 Duo Normand                         | الفائز في التصنيف العام  |
| 05 أغسطس 2018  | بولينورماند 2018                         | الفائز في التصنيف العام  |

## روابط خارجية
- بيير لوك بيريشون على موقع الاتحاد الدولي للدراجات (الإنجليزية)
- بيير لوك بيريشون على موقع أرشيف الدراجات (الإنجليزية)
- بيير لوك بيريشون على موقع إحصائيات الدراجات الإحترافية (الإنجليزية)
- بيير لوك بيريشون على موقع نسبة الدراجات (الإنجليزية)
- بيير لوك بيريشون على موقع CycleBase (الإنجليزية)